# Hajoho
Hajoho est une ville de l'union des Comores, situé sur l'île d'Anjouan. En 2010, sa population est estimée à 3 873 habitants.